# 피스톨 별
피스톨 별(Pistol Star)은 우리 은하에서 가장 밝은 별 가운데 하나이다. 이 항성은 피스톨 성운의 중앙에 존재하면서 주변 성운을 밝히고 있기 때문에 지금의 이름을 얻었다. 이 항성까지의 거리는 약 25,114 광년으로, 궁수자리 방향에 있으며, 은하 중심 근처에 자리 잡고 있다.

## 물리적 특징
피스톨 별은 1990년대 초에 허블 우주 망원경이 우주 먼지를 투과하는 적외선 파장의 빛을 이용하여 발견했다. 만약 피스톨별과 지구 사이에 성간 물질이 시야를 방해하지 않을 경우 +4등급 정도의 별로 보일 것이다.
처음 이 별의 존재가 알려졌을 때는 태양의 1,000만 배에 이르는 에너지를 방출하는 것으로 알려졌으나, 이후 그 수치는 크게 하향 조정되었고 현재 밝혀진 수치는 태양의 330만 배 정도이다. 이 밝기는 용골자리 에타의 10분의 7 정도에 이르는 힘이다. 그럼에도 불구하고, 이 정도의 에너지는 태양이 1년동안 생산하는 에너지를 10초만에 방출해 버리는 것과 같다. 피스톨 별과 같은 종류의 별은 태양 질량의 약 80배에서 150배까지의 질량을 갖는 데 반해 수명은 3백만년 정도에 불과하다. 일부 천문학자들은 은하 중심부에 별의 재료가 많이 몰려 있기 때문에 피스톨별과 같이 매우 무거운 항성이 생겨난 것으로 생각하고 있다. 다른 일반적인 별과는 다르게, 이러한 별들은 자신이 방출한 빛에 의한 복사압의 영향을 크게 받는다.

## 항성 진화
피스톨 별은 약 4,000 년 ~ 6,000 년 전에 태양 질량의 10배에 이르는 물질을 분출한 것으로 관측되었다. 피스톨 별의 항성풍은 태양보다 1천만 배나 더 빠르다. 피스톨 별의 정확한 나이와 이후 운명에 대해서는 확실하게 밝혀지지 않았으나, 대략 100만 년에서 300만 년 이후에 초신성 또는 극초신성 폭발을 일으킬 것으로 예상된다.

## 아주 밝은 별들
피스톨 별 외에 최근 몇 년 동안 아주 밝은 항성들이 발견되었다. 이들 중 대부분은 자세한 연구가 이루어지면서 예상 했던 것보다 덜 밝고, 덜 무거운 것으로 드러났다. 대표적인 사례가 용골자리 에타로 하나의 별로 이루어져 있을 것이라는 예측과는 달리 최근 관측 결과에 따르면 쌍성일 가능성이 큰 것으로 드러났다. 우리 은하에는 용골자리 에타보다 밝은 별이 10개에서 100개 정도 존재하는 것으로 추측된다. 이들의 존재는 적외선 영역을 통해 감지되었으나, 가시광선 영역으로는 지구와 이들 별 사이에 존재하는 성간 먼지 때문에 가려서 보이지 않는다. 가시광 관측의 어려움으로 인해 천문학자들이 이들을 제대로 분석하는 데에는 어려움이 있다.

## 같이 보기
- 밝은 청색 변광성